# Folkdräkter från Hälsingland

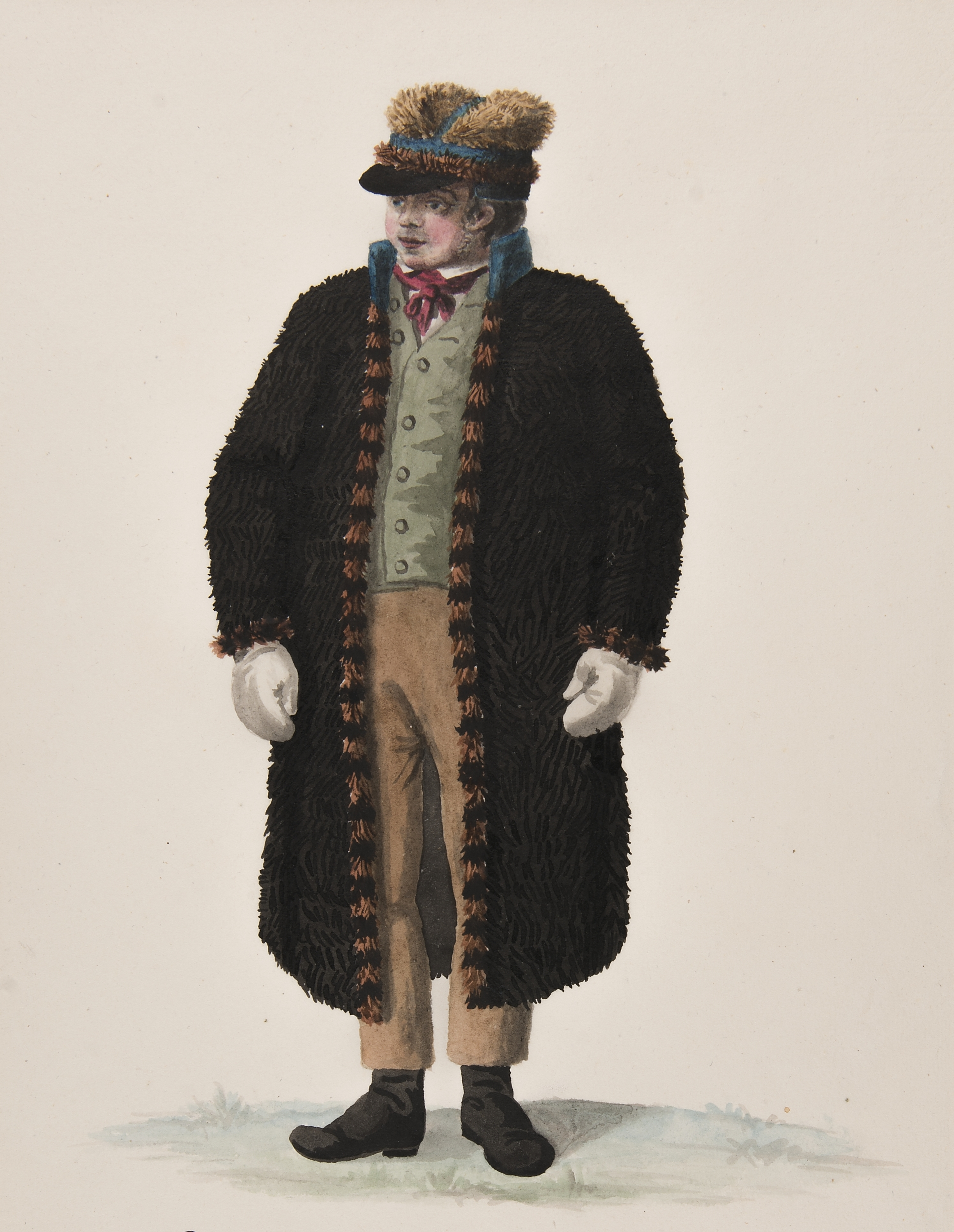
Habitant de la Helsingland Man i päls. Akvarell av C. W. Swedman - Nordiska museet - NMA.0070076 (3)

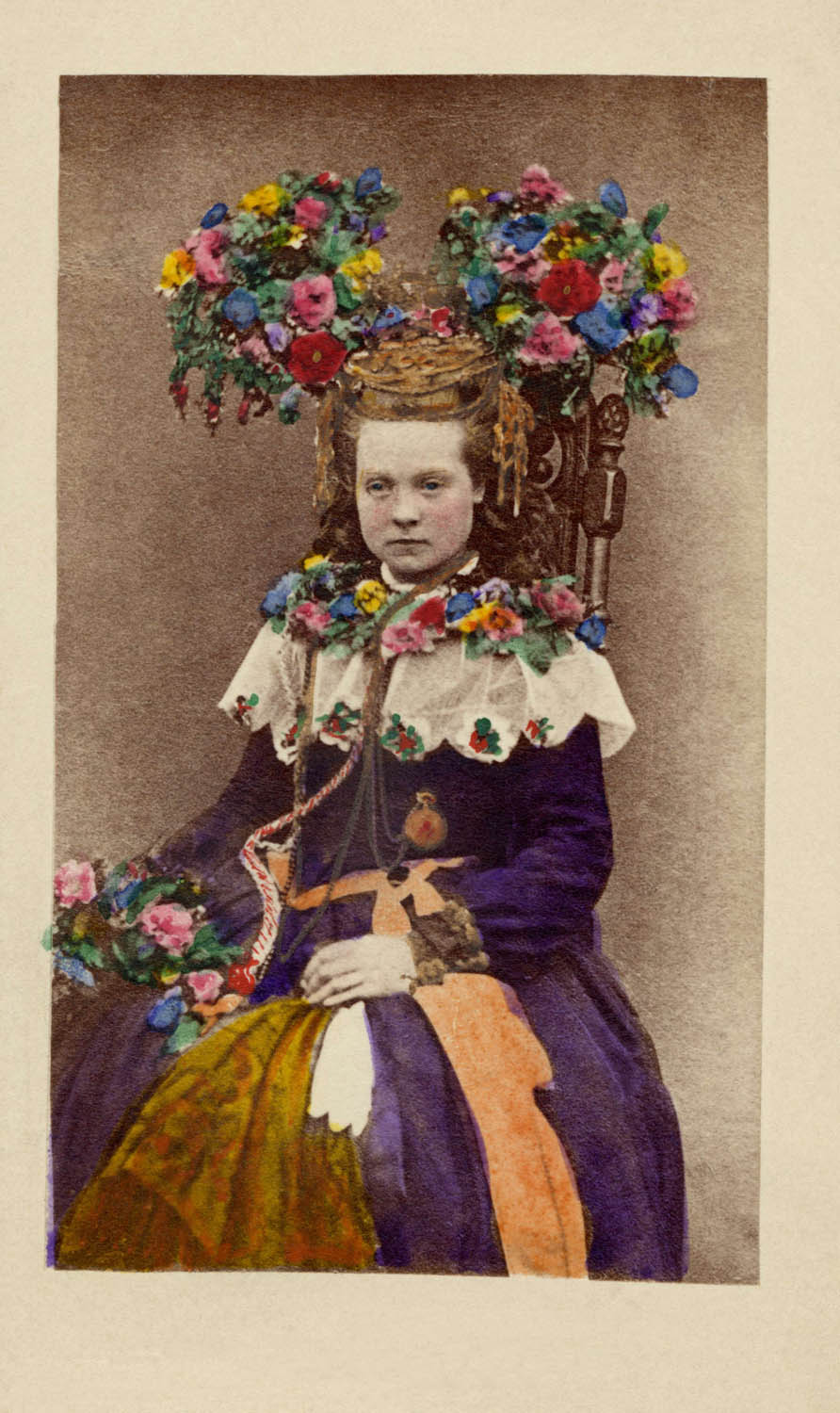
Brud från Hälsingland - Nordiska Museet - NMA.0042877

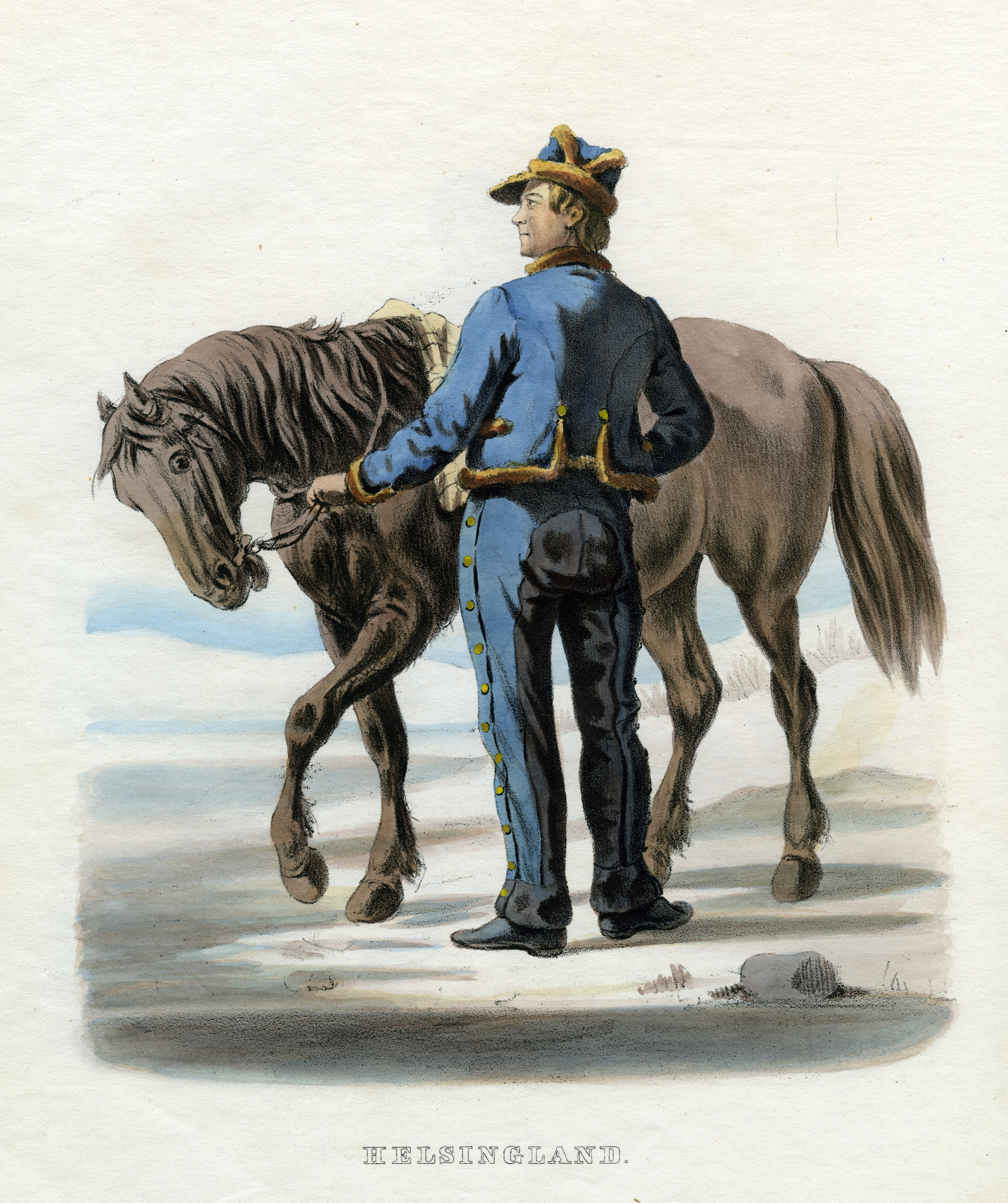
Dahlström (1863) pl011 Hälsingland

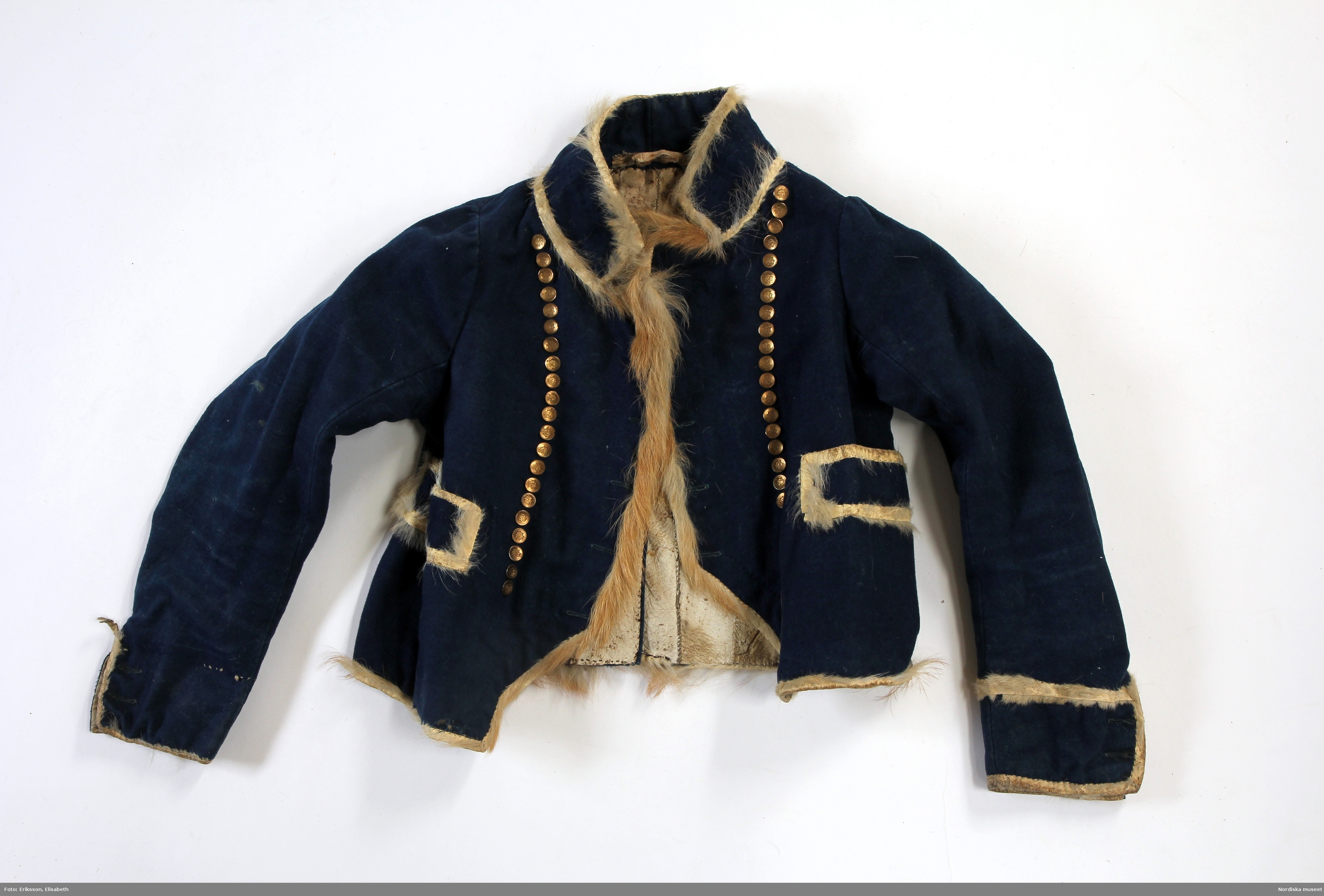
Jacka från Ovanåker.

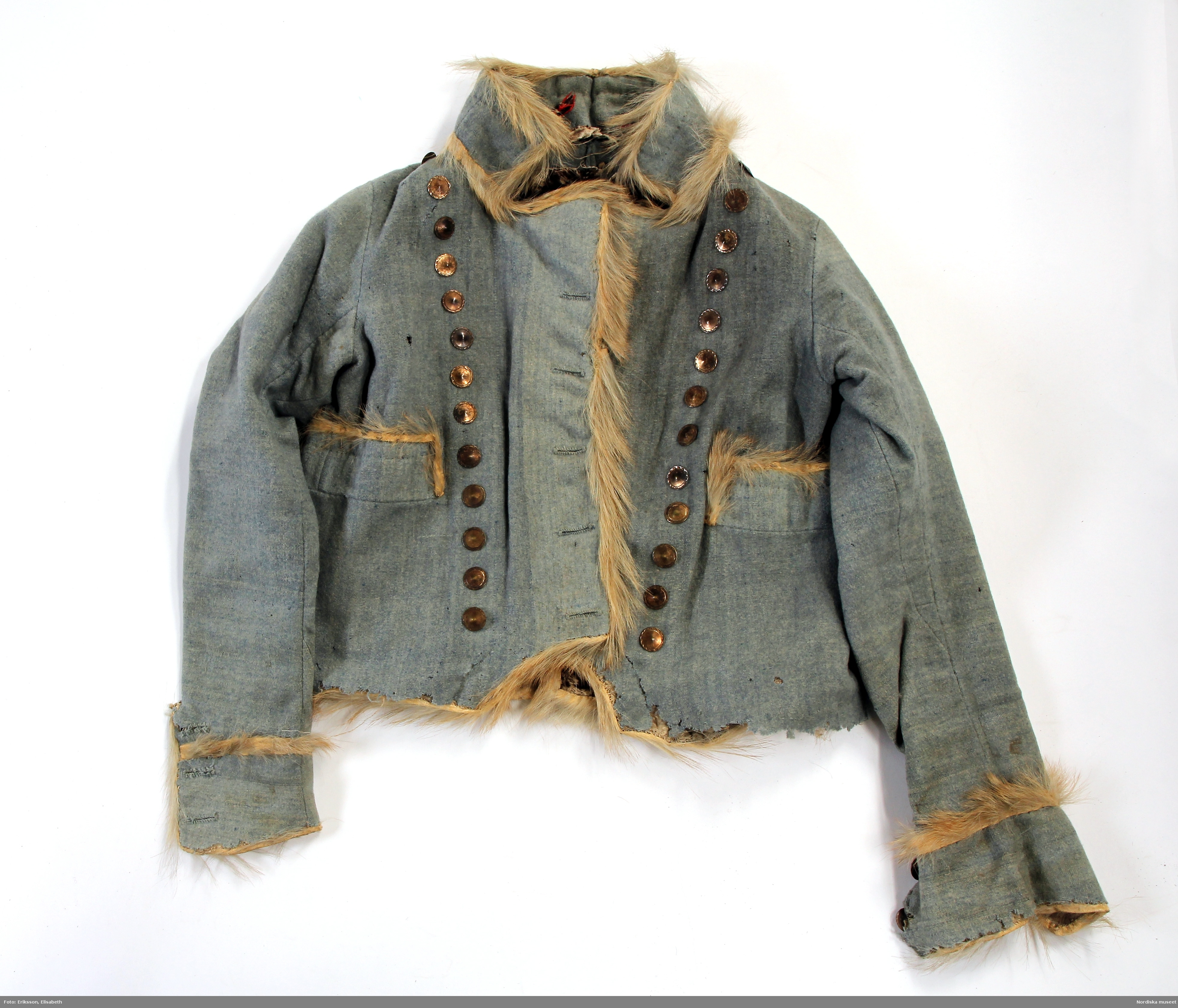
Rock från Alfta socken

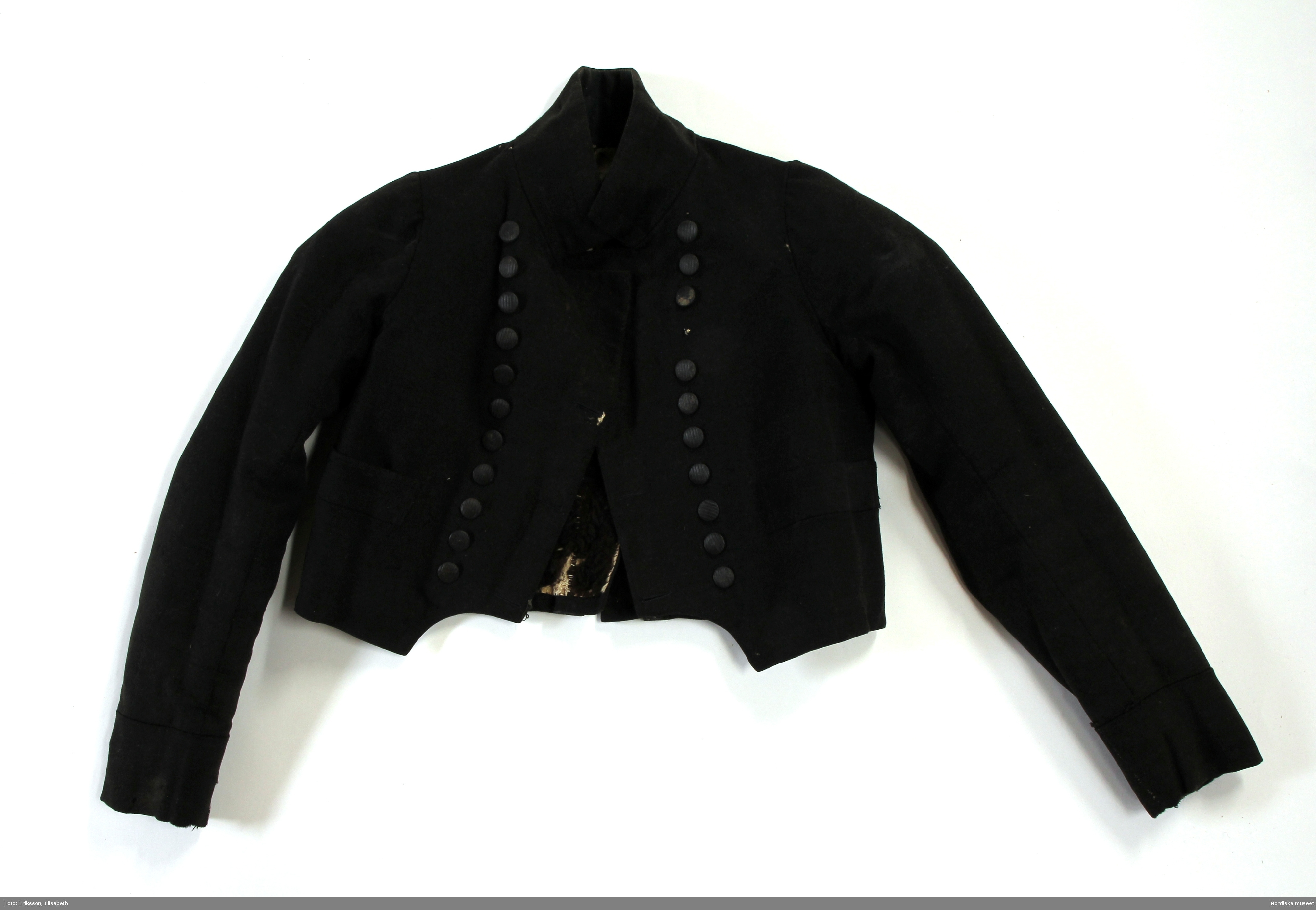
Jacka från Ovanåker.

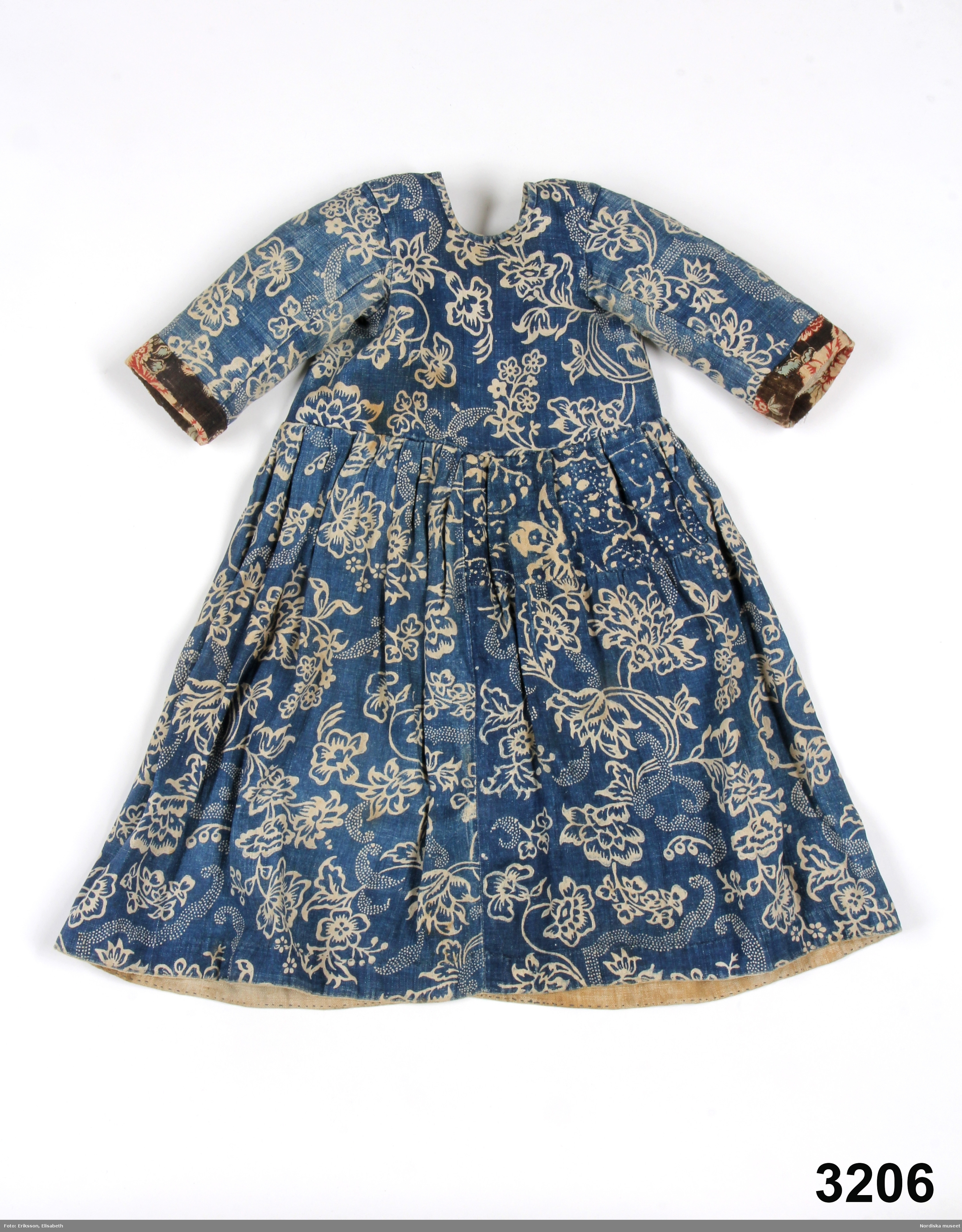
Barnkolt från Segersta socken.

Det här är en lista över folkdräkter från Hälsingland. Hälsingland har 65 dräkter, 36 kvinnodräkter och 29 mansdräkter.
I tabellen nedan ses en förteckning över de 65 hälsingländska folkdräkterna. I tabellen ses var dräkten kommer ifrån, om det är en kvinno- eller mansdräkt, om den är dokumenterad, rekonstruerad eller komponerad, när den återupptogs i bruk, om det finns varianter samt ytterplagg. Tabellen bygger på Ulla Centergrans inventering av folkdräkter i Sverige 1988–1993, som publicerades i bokform av Nämnden för hemslöjdsfrågor och LRF:s kulturråd 1993. Syftet var att underlätta för den som ville skaffa sig en egen dräkt att lättare få en överblick över de som fanns.
Då landskaps- och länsgränser inte sammanfaller anges län i tabellen.
| Län            | Dräkt       | Kön    | Ursprung      | Återupptogs          | Finns varianter | Ytterplagg    | Källa |
| Gävleborgs län | Alfta       | Kvinna | Dokumenterad  | 1934                 | Ja              | Stickad tröja | [ 1 ] |
| Gävleborgs län | Alfta       | Man    | Dokumenterad  | 1934                 | Ja              | Stickad tröja | [ 1 ] |
| Gävleborgs län | Arbrå       | Kvinna | Dokumenterad  | 1910, omarbetad 1976 | Ja              |               | [ 1 ] |
| Gävleborgs län | Arbrå       | Man    | Dokumenterad  | 1910, omarbetad 1934 | Ja              | Långrock      | [ 1 ] |
| Gävleborgs län | Bergsjö     | Kvinna | Rekonstruerad |                      |                 |               | [ 1 ] |
| Gävleborgs län | Bergsjö     | Man    | Rekonstruerad |                      | Ja              | Tröja         | [ 1 ] |
| Gävleborgs län | Bjuråker    | Kvinna | Dokumenterad  | 1900 (sekelskiftet)  | Ja              | Tröja, päls   | [ 1 ] |
| Gävleborgs län | Bjuråker    | Man    | Dokumenterad  | 1900 (sekelskiftet)  | Ja              | Tröja         | [ 1 ] |
| Gävleborgs län | Bollnäs     | Kvinna | Dokumenterad  | 1907                 | Ja              | Tröja         | [ 1 ] |
| Gävleborgs län | Bollnäs     | Man    | Dokumenterad  | 1907                 | Ja              | Tröja         | [ 1 ] |
| Gävleborgs län | Delsbo      | Kvinna | Dokumenterad  | Traditionell         | Ja              | Stickad tröja | [ 1 ] |
| Gävleborgs län | Delsbo      | Man    | Dokumenterad  | 1900 (sekelskiftet)  | Ja              | Tröja         | [ 1 ] |
| Gävleborgs län | Enånger     | Kvinna | Rekonstruerad | 1973                 |                 |               | [ 1 ] |
| Gävleborgs län | Enånger     | Man    | Rekonstruerad | 1973                 |                 |               | [ 1 ] |
| Gävleborgs län | Forsa       | Kvinna | Dokumenterad  | 1920-talet           | Ja              | Stickad tröja | [ 1 ] |
| Gävleborgs län | Forsa       | Man    | Dokumenterad  | 1920-talet           | Ja              | Tröja         | [ 1 ] |
| Gävleborgs län | Färila      | Kvinna | Dokumenterad  | 1932                 | Ja              |               | [ 1 ] |
| Gävleborgs län | Färila      | Man    | Dokumenterad  | 1910                 | Ja              | Tröja         | [ 1 ] |
| Gävleborgs län | Fågelsjö    | Kvinna | Rekonstruerad | 1954-1959            |                 |               | [ 1 ] |
| Gävleborgs län | Fågelsjö    | Man    | Rekonstruerad | 1954-1959            |                 |               | [ 1 ] |
| Gävleborgs län | Gnarp       | Kvinna | Komponerad    | 1925                 |                 |               | [ 1 ] |
| Gävleborgs län | Gnarp       | Man    | Komponerad    | 1925                 |                 | Tröja         | [ 1 ] |
| Gävleborgs län | Hanebo      | Kvinna | Dokumenterad  | 1960                 | Ja              |               | [ 1 ] |
| Gävleborgs län | Harmånger   | Kvinna | Rekonstruerad | 1933                 |                 |               | [ 1 ] |
| Gävleborgs län | Harmånger   | Man    | Rekonstruerad | 1933                 |                 | Tröja         | [ 1 ] |
| Gävleborgs län | Hassela     | Kvinna | Rekonstruerad | 1930-talet           |                 |               | [ 1 ] |
| Gävleborgs län | Hassela     | Man    | Komponerad    | 1980-talet           |                 |               | [ 1 ] |
| Gävleborgs län | Hälsingtuna | Kvinna | Rekonstruerad | 1920-talet           |                 |               | [ 1 ] |
| Gävleborgs län | Hälsingtuna | Man    | Rekonstruerad | 1920-talet           |                 | Tröja         | [ 1 ] |
| Gävleborgs län | Hög         | Kvinna | Rekonstruerad | 1920-talet           |                 |               | [ 1 ] |
| Gävleborgs län | Hög         | Man    | Rekonstruerad | 1920-talet           |                 | Tröja         | [ 1 ] |
| Gävleborgs län | Idenor      | Kvinna | Komponerad    | 1920                 |                 |               | [ 1 ] |
| Gävleborgs län | Ilsbo       | Kvinna | Komponerad    | 1936-1939            |                 |               | [ 1 ] |
| Gävleborgs län | Ilsbo       | Man    | Komponerad    | 1970                 |                 |               | [ 1 ] |
| Gävleborgs län | Järvsö      | Kvinna | Dokumenterad  | 1900 (sekelskiftet)  | Ja              | Stickad tröja | [ 1 ] |
| Gävleborgs län | Järvsö      | Man    | Dokumenterad  | 1900 (sekelskiftet)  | Ja              | Tröja         | [ 1 ] |
| Gävleborgs län | Jättendal   | Kvinna | Komponerad    | 1960-talet           |                 |               | [ 1 ] |
| Gävleborgs län | Ljusdal     | Kvinna | Dokumenterad  | 1933                 | Ja              | Stickad tröja | [ 1 ] |
| Gävleborgs län | Ljusdal     | Man    | Dokumenterad  | 1933                 | Ja              | Tröja         | [ 1 ] |
| Gävleborgs län | Los         | Kvinna | Komponerad    | 1954-1958            |                 |               | [ 1 ] |
| Gävleborgs län | Los         | Man    | Komponerad    | 1987                 |                 |               | [ 1 ] |
| Gävleborgs län | Mo          | Kvinna | Komponerad    | 1966                 |                 |               | [ 1 ] |
| Gävleborgs län | Njutånger   | Kvinna | Komponerad    | 1933                 |                 |               | [ 1 ] |
| Gävleborgs län | Njutånger   | Man    | Komponerad    | 1933                 |                 |               | [ 1 ] |
| Gävleborgs län | Norrala     | Kvinna | Rekonstruerad | 1934                 |                 |               | [ 1 ] |
| Gävleborgs län | Norrala     | Man    | Rekonstruerad | 1934                 | Ja              | Tröja         | [ 1 ] |
| Gävleborgs län | Norrbo      | Kvinna | Dokumenterad  | 1920-talet           |                 | Tröja         | [ 1 ] |
| Gävleborgs län | Norrbo      | Man    | Dokumenterad  | 1920-talet           |                 | Tröja         | [ 1 ] |
| Gävleborgs län | Ovanåker    | Kvinna | Dokumenterad  | 1935, omarbetad 1977 | Ja              | Stickad tröja | [ 1 ] |
| Gävleborgs län | Ovanåker    | Man    | Dokumenterad  | 1935, omarbetad 1977 | Ja              | Tröja         | [ 1 ] |
| Gävleborgs län | Ramsjö      | Kvinna | Rekonstruerad | 1954                 |                 |               | [ 1 ] |
| Gävleborgs län | Rengsjö     | Kvinna | Rekonstruerad |                      |                 |               | [ 1 ] |
| Gävleborgs län | Rengsjö     | Man    | Rekonstruerad |                      |                 | Tröja         | [ 1 ] |
| Gävleborgs län | Rogsta      | Kvinna | Rekonstruerad | 1978                 |                 |               | [ 1 ] |
| Gävleborgs län | Rogsta      | Man    | Rekonstruerad | 1978                 |                 | Tröja         | [ 1 ] |
| Gävleborgs län | Segersta    | Kvinna | Dokumenterad  | 1960-talet           |                 |               | [ 1 ] |
| Gävleborgs län | Segersta    | Man    | Rekonstruerad | 1960-talet           |                 |               | [ 1 ] |
| Gävleborgs län | Skog        | Kvinna | Komponerad    | 1930-talet           | Ja              |               | [ 1 ] |
| Gävleborgs län | Söderala    | Kvinna | Dokumenterad  | 1933                 | Ja              |               | [ 1 ] |
| Gävleborgs län | Söderala    | Man    | Dokumenterad  | 1933                 | Ja              | Tröja         | [ 1 ] |
| Gävleborgs län | Trönö       | Kvinna | Rekonstruerad | 1940                 |                 |               | [ 1 ] |
| Gävleborgs län | Trönö       | Man    | Rekonstruerad | 1968                 |                 | Tröja         | [ 1 ] |
| Gävleborgs län | Undersvik   | Kvinna | Dokumenterad  | 1934                 |                 |               | [ 1 ] |
| Gävleborgs län | Undersvik   | Man    | Dokumenterad  | 1934                 |                 |               | [ 1 ] |
| Jämtlands län  | Ytterhogdal | Kvinna | Komponerad    | 1934                 |                 |               | [ 1 ] |